# Prometium
Prometium är ett metalliskt grundämne som tillhör lantanoiderna och de sällsynta jordartsmetallerna. Ämnet förekommer inte naturligt.

## Egenskaper
Alla isotoper av prometium är radioaktiva. De 14 kända isotoperna har masstal från 141 till 154 och halveringstid från 34 sekunder till 17,7 år.

## Förekomst och framställning
Prometium bildas i naturen i mycket små mängder. Det påvisades första gången 1941 vid bestrålning av neodym och praseodym med α-partiklar, neutroner och deutroner (kärnan i deuteriumatomen, tungt väte, 2H).

## Användning
Tekniskt används prometium som β-strålare vid radioaktiv tjockleksbestämning och ingår i vissa självlysande färger samt i specialbatterier, t. ex. för pacemakers.